# میز پاتختی

یک کمد شب معمولی مدرن با یک کشو و سه قفسه

یک پاتختی، یا میز کنار تخت، یک میز کوچک است که در کنار تخت یا هر نقطه دیگری از اتاق خواب قرار می‌گیرد. پاتختی‌های مدرن معمولاً میزهایی کوچک هستند که دارای یک یا بیش از یک کشو می‌باشند. این میزها اغلب برای نگه‌داری از لوازمی که ممکن است در طول شب مفید باشند کاربرد دارند، لوازمی همچون چراغ رومیزی، ساعت زنگ‌دار، آثار مناسب مطالعه، تلفن همراه، عینک، اسباب بازی جنسی، آی فون رومیزی، نوشیدنی یا دارو.
کمدهای آنتیک فرانسوی، ایتالیایی و اسپانیایی معمولاً دارای یک کشو و یک فضای ذخیره‌سازی بسته با یک در هستند. آنها می‌توانند با ورقی از طلا، برنز یا پارکت منبت کاری شده تزئین شوند.